# 오트밀

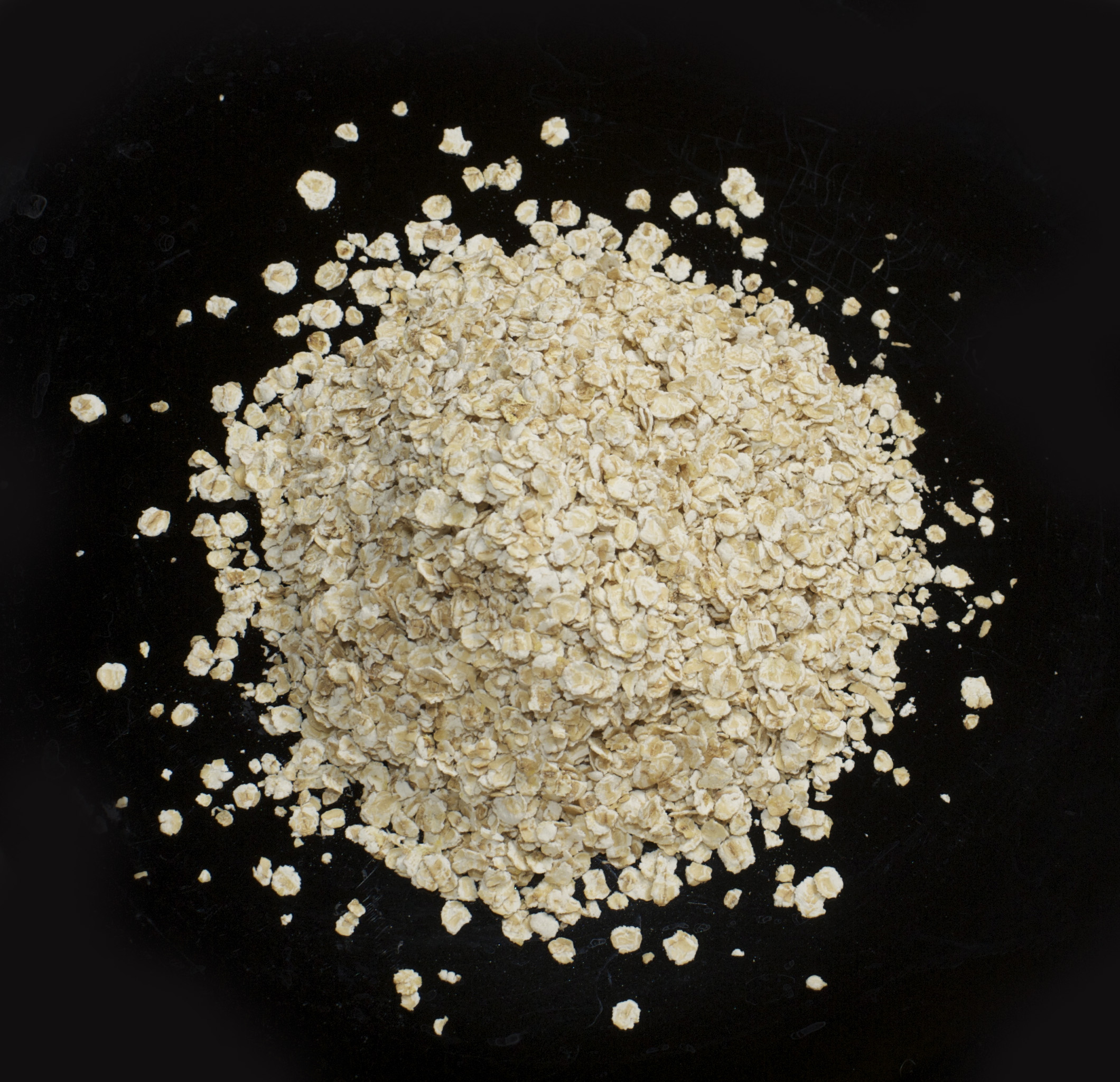
오트밀(납작귀리)

오트밀(영어: oatmeal)은 귀리의 겉겨를 벗기고 가공한 음식을 가리키는 말로, 납작귀리, 자른귀리, 분쇄귀리 등이 있다.

## 역사
음식의 탄생에 관한 설화로는 중세 유럽 초기에는 농업이 발달하지 않아 곡식이 많지 않았고 영주에게 세금을 바치고 나면 곡식이 많이 부족하여서 가축의 젖과 섞어서 포리지를 쑤어 양을 늘리는 방법을 사용하였다. 그래서 오트밀 포리지를 '젖은 빵'이라고도 불리었고, 삼포제 성립 이전까지 농노들이 주로 먹던 음식이었다.
귀리는 껍질이 단단하고 질기며 잘 벗겨지지 않아 당시 웬만한 제분으로는 섬유질이 많이 남게 가공할 수 밖에 없었고, 식감과 맛도 떨어지고 소화도 제대로 되지 않았다. 그래서 귀리를 사람보다는 가축의 사료로 쓰는 것이 일반적이었고, 이 오트밀을 먹던 사람들도 대부분 가난한 사람들이었다. 당시 스코틀랜드에서는 이 오트밀을 먹어왔는데, 그래서 S.존슨이 쓴 "영어사전"(1775)에서는 오트밀을 "스코틀랜드에서는 사람이 먹고 잉글랜드에서는 말이 먹는다."고 기록했다.
그 후 1884년에 압맥기가 발명되면서 단시간에 조리가 가능해지고 식감도 좋아지게 되었으며, 19세기 말~20세기 초 동안에 기업적으로 대량으로 생산, 보급하여 간단한 아침식사로 자리잡았다.

## 제법
제법은 귀리를 정백하여 껍질을 제거하고 건조시킨 후, 일정 시간 볶아놓은 후 두 가지 방법으로 나뉘어 가공하는데, 분쇄기로 분쇄하는 그로츠(groats)와 증기압맥기로 가열 및 압착하는 롤드 오츠(rolled oats)가 있다. 이 두가지 방법은 성분과 조리법이 거의 같으며, 약간의 식감 차이가 있는 정도이다.

## 특징

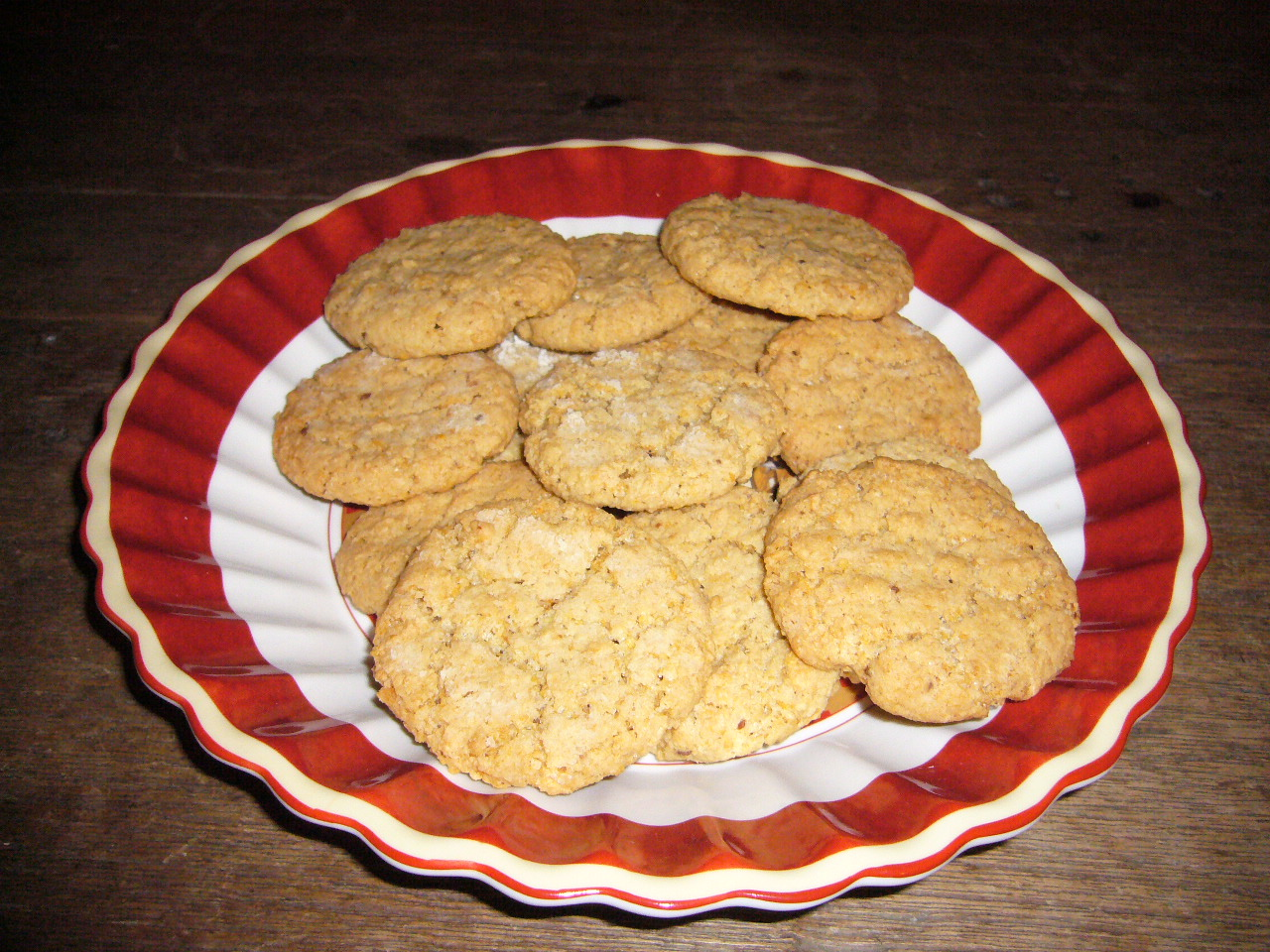
오트밀로 만든 쿠키

귀리는 다른 곡류에 비해 단백질과 비타민B1이 많고, 섬유소가 풍부하여 변비에 좋다.
유럽과 미국 등에서는 오트밀 포리지를 아침식사로 먹는 경우가 흔하다. 서양에서 아침 식사로 자주 먹는 뮈슬리에서 오트밀 가루가 들어가기도 한다. 그리고 케이크나 쿠키를 만들 때 곁들이기도 하는데 다른 견과류와도 잘 어울려서 다른 제과류와 섞는 경우가 흔하다. 캐러멜과 섞은 오트밀바라는 것도 나와있다.
영국에서는 해기스, 블랙 푸딩 등에 속을 채워넣는 용도로도 쓰이고, 파이나 칠면조 요리 등에서 속재료로 사용하기도 한다. 특히, flapjack(플랩잭)이라고 콘시럽과 버터를 섞어 구워낸 쿠키는 그 맛이 뛰어나다. 식감은 브라우니와 같다.
오트밀 제품을 고를 때는 흰색에 고운 입자, 충분히 건조되어 향과 풍미가 좋은 것을 고르는 것이 좋다.

## 같이 보기
- 납작귀리
- 자른귀리